# Bruce Altman
Bruce Altman (* 3. července 1955 New York) je americký filmový a televizní herec. Absolvoval Yalskou dramatickou školu v New Havenu a od roku 1991 ztvárnil několik desítek filmových rolí. Ve známost vešel svými rolemi ve filmech Objekt mé touhy nebo Padesát odstínů temnoty. Z televizních seriálů se objevil například v seriálu Zákon a pořádek a v mnoha dalších.

## Filmografie

### Film
| Rok  | Název                           | Role                  | Poznámky |
| ---- | ------------------------------- | --------------------- | -------- |
| 1991 | Myslete na Henryho              | Bruce                 |          |
| 1992 | Můj nový revolver               | Irwin Bloom           |          |
| 1992 | Konkurenti                      | Larry Spannel         |          |
| 1993 | Objev roku                      | Jack Bradfield        |          |
| 1993 | Pan Báječný                     | Pan Báječný           |          |
| 1993 | Mr. Jones                       | David                 |          |
| 1994 | Otázky a odpovědi               | Gene                  |          |
| 1994 | Noviny                          | Carl                  |          |
| 1996 | Rescuing Desire                 | Dr. Ralph Mallory     |          |
| 1996 | To Gillian on Her 37th Birthday | Paul Wheeler          |          |
| 1996 | Vibrations                      | Barry                 |          |
| 1997 | Země policajtů                  | Burt Kandel           |          |
| 1998 | Objekt mé touhy                 | Dr. Goldstein         |          |
| 1999 | Rituals and Resolutions         | Larry                 |          |
| 1999 | Narušení                        | profesor Gilcrest     |          |
| 2001 | L.I.E.                          | Marty Blitzer         |          |
| 2001 | Zase bude fajn                  | Barry                 |          |
| 2002 | Incident                        | Terry Kauf            |          |
| 2003 | Marci X                         | Stan Dawes            |          |
| 2003 | Švindlíři                       | Dr. Harris Klein      |          |
| 2005 | Dvanáctiletí                    | trenér Gilmore        |          |
| 2006 | Zběsilý útěk                    | Dez                   |          |
| 2007 | Bag Boy                         | Norman                |          |
| 2008 | Podvod                          | právník č. 1          |          |
| 2008 | Puppy Love                      | Gary                  |          |
| 2009 | Peter and Vandy                 | Dad                   |          |
| 2009 | Válka nevěst                    | Simmons               |          |
| 2009 | Prokletý                        | Dr. Warren Koven      |          |
| 2009 | Solitary Man                    | Dr. Steinberg         |          |
| 2009 | Nějak se to komplikuje          | Ted                   |          |
| 2010 | Hezké vstávání                  | výkonný producent NBC |          |
| 2012 | Prezidentské volby              | Fred Davis            |          |
| 2012 | Máme rádi velryby               | vedoucí zaměstnanců   |          |
| 2012 | Smrtelné lži                    | Chris Vogler          |          |
| 2013 | Kilimanjaro                     | Milton                |          |
| 2013 | Pozdravy ze spermabanky         | obhájce               |          |
| 2014 | Rob the Mob                     | státní zástupce Gotti |          |
| 2015 | Touched with Fire               | Donald                |          |
| 2016 | Zázraky z nebe                  | Dr Burgi              |          |
| 2017 | Padesát odstínů svobody         | Jerry Roach           |          |
| 2019 | The Sound of Silence            | Harold Carlyle        |          |

### Televize
| Rok       | Název                                     | Role                                                 | Poznámky                                     |
| --------- | ----------------------------------------- | ---------------------------------------------------- | -------------------------------------------- |
| 1991–2009 | Zákon a pořádek                           | Brad Feldman/Harv Beigal/Alvin Lawrence/Tom Morrison | 7 dílů                                       |
| 1995      | Dotek anděla                              | Henry                                                | 2 díly                                       |
| 1997–1998 | Nothing Sacred                            | Sidney Walters                                       | 20 dílů                                      |
| 1999      | Znovu na světě                            | soused                                               | díl: „I've Grown Accustomed to His Face“     |
| 2000      | Ed                                        | Dr. Barney Soper                                     | díl: „Therapy“                               |
| 2001      | Zákon a pořádek: Zločinné úmysl           |                                                      | díl: „Ukradené miliony“                      |
| 2002      | Zákon a pořádek: Útvar pro zvláštní oběti | Jack Crowley                                         | díl: „Krádež“                                |
| 2002      | Rodina Sopránů                            | Alan Sapinsly                                        | díl: „Příboj“                                |
| 2006      | Help Me Help You                          | profesor Ira Morton                                  | 3 díly                                       |
| 2006      | The Singles Table                         | pan Braunstein                                       | díl: „The Work Dinner“                       |
| 2008      | Nové sčítání hlasů                        | Mitchell Berger                                      | TV film (HBO)                                |
| 2008      | Puppy Love                                | Gary                                                 |                                              |
| 2008      | New Amsterdam                             | Dr. Lewis Prender                                    | díl: „Soldier's Heart“                       |
| 2004      | Zachraň mě                                | Dr. Shinsky                                          | díl: „Butterfly“                             |
| 2010      | Taková moderní rodinka                    | Pan Jennings                                         | díl: „Lež má krátké nohy“                    |
| 2010      | Dobrá manželka                            | soudce Ira Garrett                                   | díl: „Podraz“                                |
| 2010      | Milionový lékař                           | Jamie Zimmerman                                      | díl: „Frenemies“                             |
| 2010–2013 | Spravedlnost v krvi                       | Mayor Frank Russo/Former Mayor Robert Levitt         | 10 dílů                                      |
| 2011      | Tělo jako důkaz                           | Dr. Howard Karasunis                                 | díl: „Tělo jako důkaz“                       |
| 2011      | Kravaťáci                                 | Anthony Mazlo                                        | díl: „Krize identity“                        |
| 2011      | Světla páteční noci                       | vedoucí Braemore                                     | díl: „The March“                             |
| 2011      | Doktorka z Dixie                          | vedoucí chirurgie                                    | díl: „Začátek“                               |
| 2012      | I Just Want My Pants Back                 | profesor Wilkins                                     | díl: „Jerk or Dork“                          |
| 2013      | Lovci zločinců                            | Dr. Ronald Carmichael                                | 2 díly                                       |
| 2014      | Jak prosté                                | Dr. Jonathan Fleming                                 | díl: „The Many Mouths of Aaron Colville“     |
| 2014      | F to 7th                                  | John                                                 | díl: „Oh Daddy“                              |
| 2014      | Black Box                                 | Hank Pratt                                           | díl: „Who Are You?“                          |
| 2014      | Alpha House                               | Marty Corman                                         | díl: „The Nuptials“                          |
| 2015–2017 | Mr. Robot                                 | Terry Colby                                          | 6 dílů                                       |
| 2015      | Show Me a Hero                            | Buddy Dorman                                         | minisérie, 6 dílů                            |
| 2015      | Madam Secretary                           | Alec Lehane                                          | díl: „The Long Shot“                         |
| 2015      | Americký táta                             | James Patterson (hlas)                               | díl: „Manhattan Magical Murder Mystery Tour“ |
| 2016      | Madoff                                    | Gary Flumenbaum                                      | 4 díly                                       |
| 2016      | Odd Mom Out                               | Ernie Krevitt                                        | 3 díly                                       |
| 2016      | Černá listina                             | Jerry Fox                                            | díl: „Dr. Adrian Shaw (č. 98)“               |
| 2016      | Dobré mravy                               | Bill                                                 | díl: „Only the Best for Mrs. Diaz“           |
| 2017      | Ozark                                     | Gary Silverberg                                      | díl: „Sugarwood“                             |
| 2017      | Chicago P.D.                              | Donald Clark                                         | díl: „Favor, Affection, Malice or III-Will“  |
| 2018      | Holky za mřížemi                          | Les Nichols                                          | 2 díly                                       |